# Schönbichler Horn
Schönbichler Horn är en bergstopp i Österrike. Den ligger i distriktet Schwaz och förbundslandet Tyrolen, i den västra delen av landet. Toppen på Schönbichler Horn är 3 134 meter över havet.
Den högsta punkten i närheten är Großer Möseler, 3 479 meter över havet, 2,8 km söder om Schönbichler Horn.
Trakten runt Schönbichler Horn består i huvudsak av kala bergstoppar och isformationer.